# Alfredo Paolella
Alfredo Paolella (Benevento, 6 giugno 1928 – Napoli, 11 ottobre 1978) è stato un antropologo e medico italiano, vittima del terrorismo di estrema sinistra negli anni di piombo.
Alfredo Paolella si laurea in Medicina a Napoli e si specializza in Medicina legale. Diventa professore di antropologia criminale presso l'Università degli Studi di Napoli Federico II nel 1977 e diventa direttore del Centro di Osservazione Criminologica per le regioni Campania, Basilicata e Puglia con sede nel carcere di Poggioreale. È anche componente della Commissione Nazionale per la riforma penitenziaria. In tale qualità si fa promotore di importanti riforme del diritto penitenziario e in tema di recupero dei condannati, in particolare tossicodipendenti.
Paolella, il giorno dopo l'omicidio di Girolamo Tartaglione, direttore generale dell'amministrazione penitenziaria, viene ucciso l'11 ottobre 1978 al Vomero in Via Consalvo Carelli, nel garage del condominio in cui abitava, da un gruppo di Prima linea con nove colpi d'arma da fuoco. L'omicidio viene rivendicato con una telefonata al giornale Il Mattino.
Susanna Ronconi, Nicola Solimano, Sonia Benedetti, Bruno La Ronga e Felice Maresca verranno individuati nelle condanne definitive come autori materiali dell'omicidio. Imputati dell'omicidio anche i membri dell'esecutivo di Prima Linea, Marco Donat-Cattin e Sergio Segio che saranno assolti. Quello di Paolella fu il primo omicidio rivendicato da Prima linea.